# Karmeliter-Realschule
Die Karmeliter-Realschule ist eine Realschule plus der Stadt Worms. Sie wird seit 2011 in kooperativer Form geführt. Ab der siebten Klasse besuchen die Schüler abschlussbezogene Klassen.

## Geschichte
Die Schule trägt ihren Namen in Erinnerung an die 1299, unter Bischof Emich I., mit dessen Unterstützung in der Stadt angesiedelten Karmeliter, deren Kloster sich im Bereich der heutigen Wilhelm-Leuschner- und Karmeliterstraße befand.
Die Karmeliter-Realschule ging 1963 aus der Karmeliter-Volksschule Worms hervor, die 1876 in einem Neubau von Stadtbaumeister Ludwig Euler eingerichtet worden war. In Anlehnung an das Straßburger Muster wurden von 1954 bis 1963 mit Versetzung in die fünfte Klasse Mittelschulklassen gebildet, die Erweiterungsklassen (E-Klassen) hießen. Mit Erlass des Realschulgesetzes des Landes Rheinland-Pfalz 1963 entstand die selbstständige Karmeliter-Realschule im Schulhaus in der Karmeliterstraße.
178 Schüler besuchten die neu gegründete Realschule, im Folgejahr waren es bereits 391 Schüler in 10 Klassen. Die räumliche Enge in der Karmeliterstraße führte bereits 1966 zu Auslagerungen von Klassen in Schulräume anderer Schulen. 1967 verschärfte sich die Raumnot bei inzwischen 612 Schülern in 17 Klassen. So verließ die Karmeliter-Hauptschule das Gebäude und wurde der Staudinger-Hauptschule im Stadtteil Neuhausen zugeordnet. 1977/78 wurde das alte Gymnasiumsgebäude in der Goethestraße frei, denn das Gauß-Gymnasium zog in das neu errichtete Bildungszentrum Worms um. Das hatte zur Folge, dass die Karmeliter-Realschule mit nun 1002 Schülern in 32 Klassen in das alte Gauß-Gymnasium umziehen konnte. Das Gebäude in der Goethestraße war ebenfalls von Stadtbaumeister Ludwig Euler im Jahr 1879 errichtet worden. Die Klassen der Orientierungsstufe verblieben für über 30 weitere Jahre in der Karmeliterstraße.
Im Schuljahr 2011/12 erfolgte durch die Errichtung der Realschulen plus in Rheinland-Pfalz die Fusion mit der Staudinger-Hauptschule Worms-Neuhausen zur Karmeliter/Staudinger-Realschule plus mit den Standorten Goethestraße, Karmeliterstraße und Kurfürstenstraße Worms. 2013 kam es zur Umbenennung auf den traditionellen Namen Karmeliter-Realschule.

## Schulgebäude
Die Liste der Kulturdenkmäler in Worms-Kernstadt führt das Schulgebäude in der Goethestraße als dreigeschossigen neoklassizistischen Repräsentativbau. Mit Ratsbeschluss im Jahr 2012 wurden die Standorte Karmeliterstraße und Kurfürstenstraße sukzessive geschlossen. Es erfolgte ein Ausbau der Goethestraße mit Mensa, Generalsanierung und Aufstockung des Haupthauses. Mit der Aufstockung sollte der Vorkriegszustand wiederhergestellt werden. Denn seit der Bombennacht vom 21. Februar 1945 besaß das Gebäude  ein  Betonflachdach.

### Ansichten nach der Generalsanierung

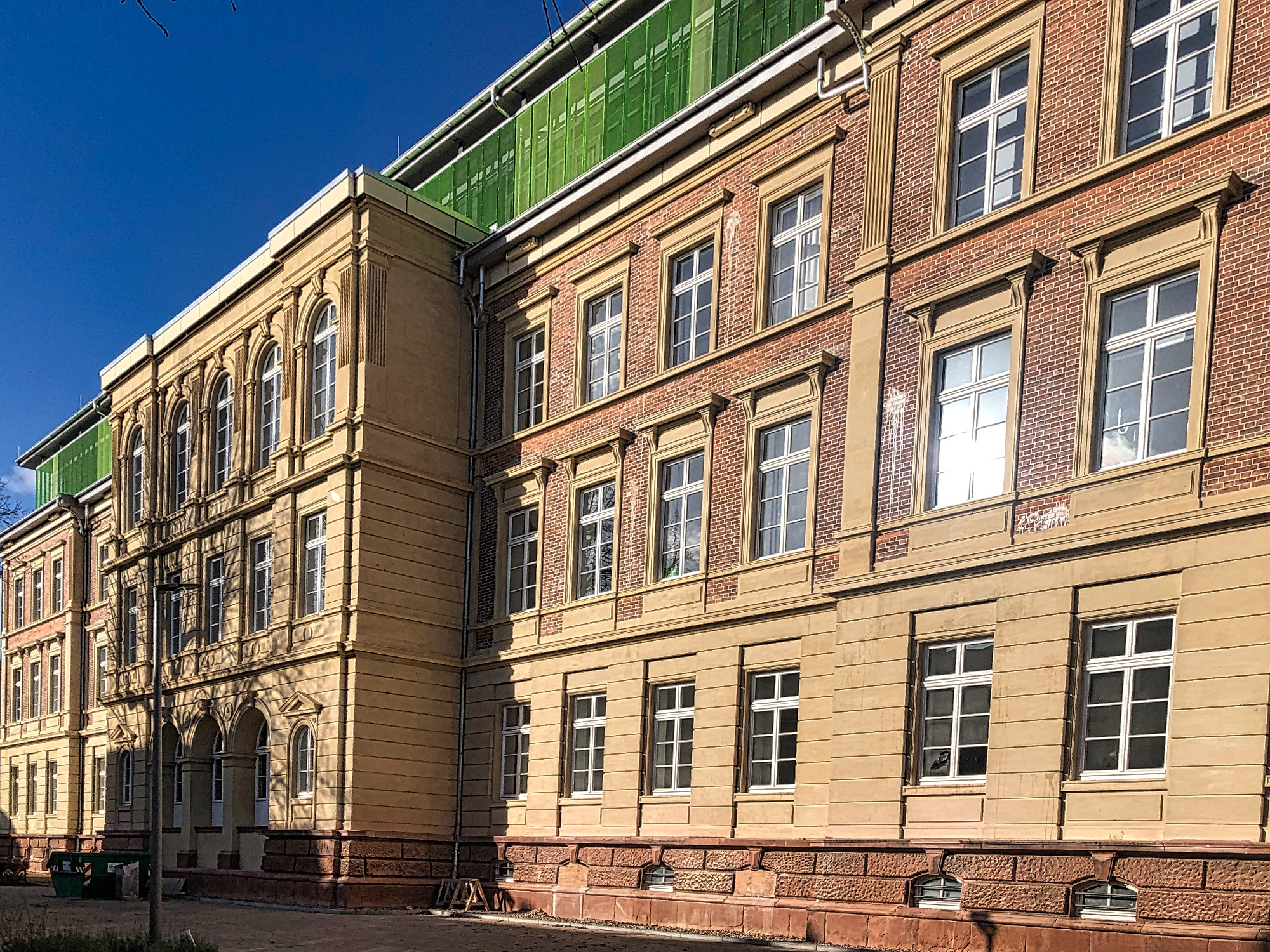
Nach Abschluss der Generalsanierung, Ansicht Gymnasiumstraße, Aufnahme Februar 2022
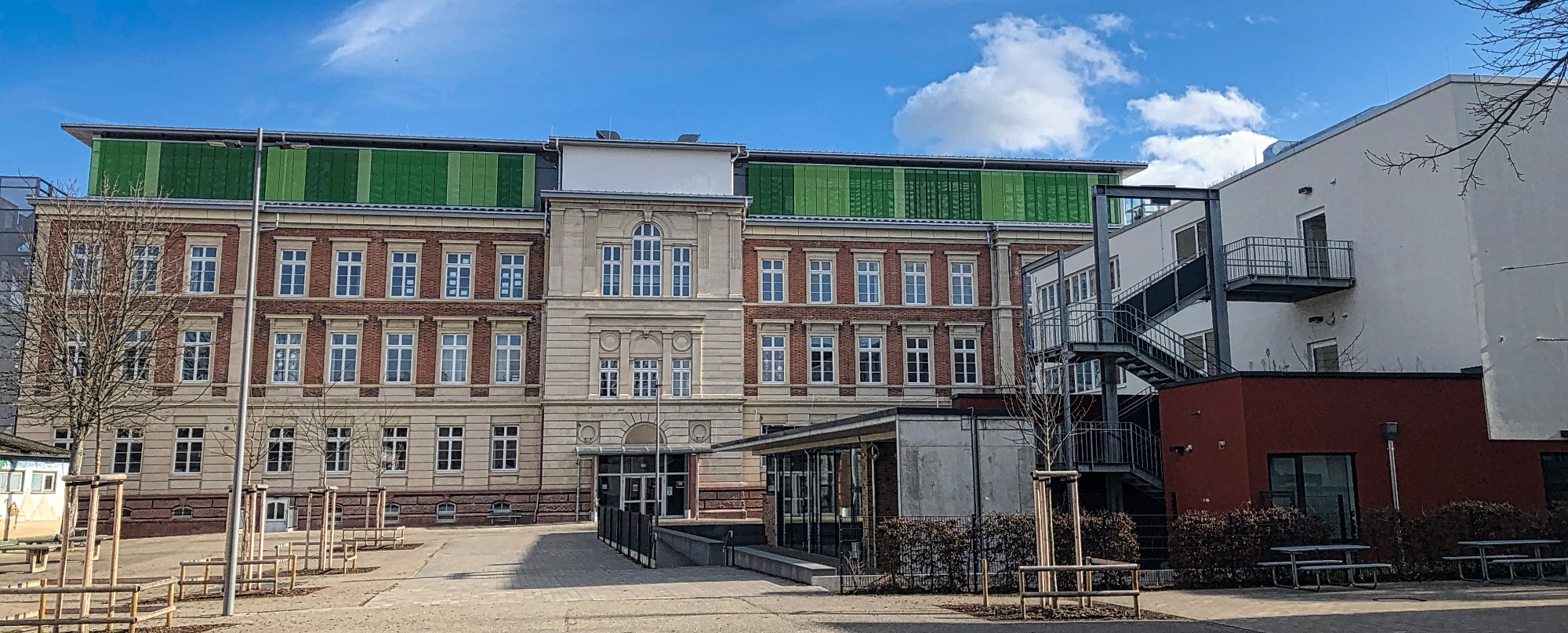
Aufstockung (grünes Band), rechts das Mensagebäude, Ansicht Steinstraße, Aufnahme Februar 2022
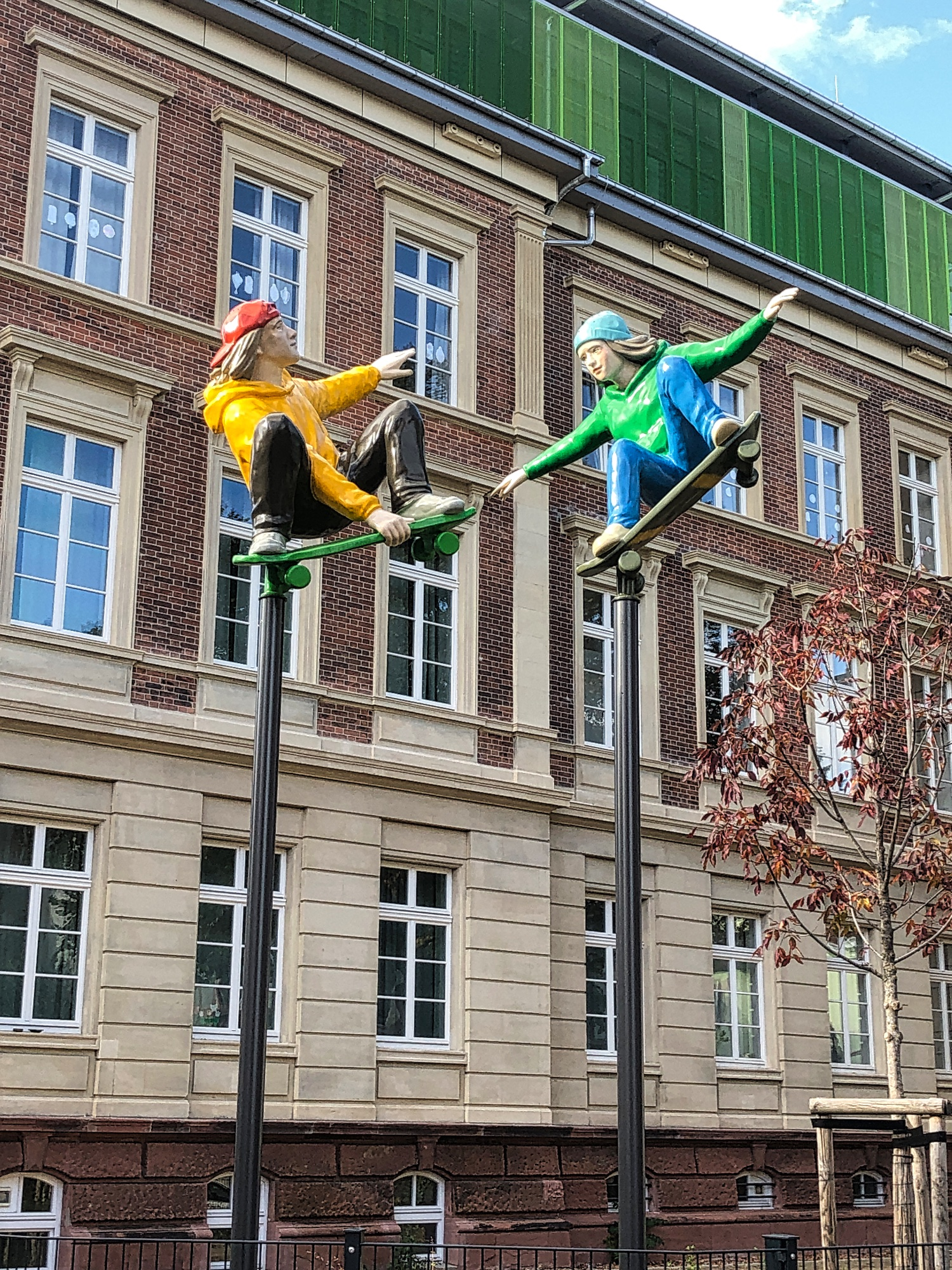
Kunst am Bau, Skater, Werk von Birgid Helmy, Aufnahme Oktober 2023
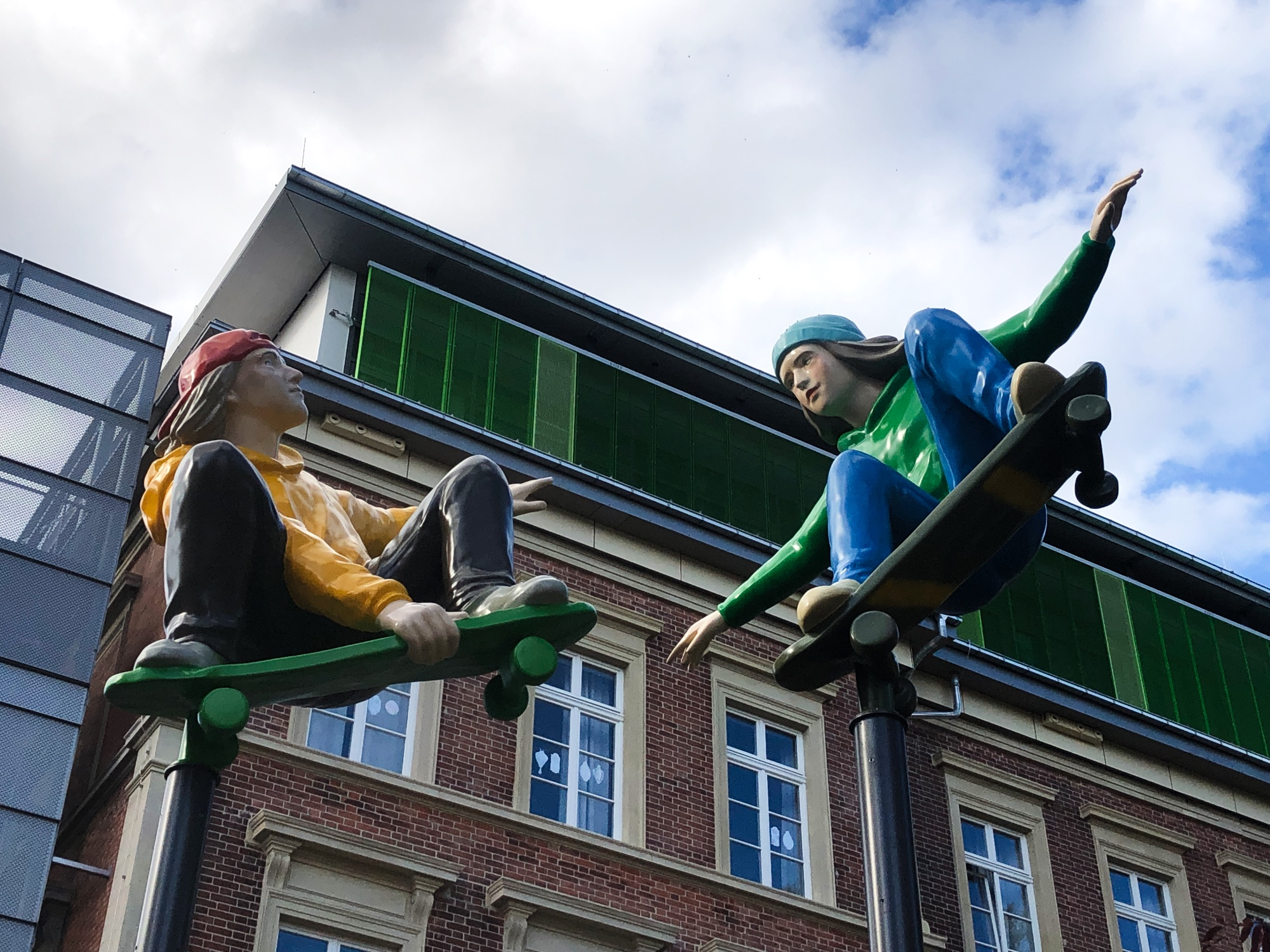
Kunst am Bau, Skater, Werk von Birgid Helmy, Aufnahme Oktober 2023

## Rektoren
- 1963–1981: Josef Suschanka
- 1982–1993: Hans Scheiba
- 1994–1997: Walter Gehrmann
- 1997–2013: Lothar Hartmann
- ab 2014: Günter Barth

## Bekannte Lehrer
- Adolf Trieb

## Bekannte Schüler
- Kathrin Anklam-Trapp
- Ralf Gauck